# معاهده منشور انرژی
معاهدهٔ منشور انرژی (به انگلیسی: Energy Charter Treaty) یا ECT توافقی بین‌المللی با هدف افزایش همکاری‌های بین مرزی در صنعت انرژی است که در سال ۱۹۹۱ میلادی امضاء شد.

## تاریخچه
در دهه ۹۰ میلادی و همزمان با پایان جنگ سرد، چشم‌اندازی روشن برای توسعه همکاری در بخش انرژی در میان کشورهای اورآسیا، پایه‌های منشور انرژی را ایجاد نمود. در سال ۱۹۹۰ با ارائه ساز و کاری از سوی نخست‌وزیر هلند به منظور کمک به کشورهای سوسیالیستی سابق در تبدیل به اقتصاد بازار، روند ایجاد منشور آغاز شد. پس از آن امضای بیانیه سیاسی تحت عنوان "منشور اروپایی انرژی" در شهر لاهه هلند بود. در ادامه این فرایند تلاش‌ها برای تبدیل بیانیه مذکور به معاهده‌ای الزام‌آور و حقوقی نتیجه داده و با افزودن پروتکلی مرتبط با بهره‌وری انرژی و جنبه‌های زیست‌محیطی آن، معاهده منشور انرژی پدید آمد. معاهده منشور انرژی در رابطه با رویکرد بهره‌وری انرژی و ابعاد زیست‌محیطی در دسامبر ۱۹۹۴ امضا و در آوریل ۱۹۹۸ اجرایی شد.

## اهداف
نظر بنیان‌گذاران این منشور این بوده‌است که در شرایط وابستگی اروپا به انرژی وارداتی، این منشور می‌تواند از طریق تدوین مقررات الزام‌آور، چارچوبی حقوقی برای همکاری بین کشورهای اروپایی مصرف‌کننده انرژی، بازار رقابتی، کاهش مخاطرات سرمایه‌گذاری در بخش انرژی، تجارت آزاد کالاها، آزادی ترانزیت انرژی از طریق خط لوله و شبکه‌ها، کاهش اثرات منفی زیست‌محیطی از طریق ارتقاء بازدهی انرژی و در نهایت، ایجاد سازوکاری مناسب برای حل اختلاف بین دولت‌ها وشرکت‌های سرمایه‌گذار از مهمترین اهداف این معاهده محسوب می‌شوند.

## ارکان
- سرمایه‌گذاری
- تجارت و ترانزیت
- حل و فصل اختلافات
- محیط زیست و بهره‌وری

## ساختار
- کنفرانس منشور انرژی: برگزاری ادواری طرف‌های متعاهد که هرکدام دارای یک نماینده می‌باشد.
- دبیرخانه: متشکل از یک دبیرکل و کارمندان ستادی
- دبیرکل: انتخاب توسط کنفرانس برای یک دوره ۵ ساله
- کمیته بودجه
- کمیته مشاوره حقوقی

## ترانزیت انرژی
مجموعه قوانین معاهده منشور انرژی، کل زنجیره انرژی را شامل می‌شود، نه تنها سرمایه‌گذاری در تولید، بلکه شرایطی را نیز شامل می‌شود که بر اساس آن انرژی می‌تواند در حوزه‌های قضایی مختلف ملی به بازارهای بین‌المللی مبادله و حمل و نقل گردد. به این ترتیب، این توافق برای جلوگیری از اختلال در انتقال سوخت بین کشورها در نظر گرفته شده است.

## کشورهای عضو
اعضای دائم (۵۳ عضو)
افغانستان، آلبانی، ارمنستان، استرالیا، اتریش، آذربایجان، بلاروس،بلژیک، بوسنی و هرزگوین، بلغارستان، کرواسی، قبرس، جمهوری چک، دانمارک، استونی، فنلاند، فرانسه، گرجستان، آلمان، یونان، مجارستان، ایسلند، ایرلند، ژاپن، قزاقستان، قرقیزستان،
لتونی، لیختنشتاین، لیتوانی، لوکزامبورگ، مالت، مولداوی، مغولستان، مونته نگرو، هلند، نروژ، لهستان، پرتغال،
رومانی، فدراسیون روسیه، اسلواکی، اسلوونی، اسپانیا، سوئد، سوئیس، تاجیکستان، مقدونیه، ترکیه،
ترکمنستان، اوکراین، بریتانیا و ازبکستان و جامعه انرژی اتمی اروپا.

## اعضای ناظر
کشورهایی که منشور اروپایی انرژی ۱۹۹۱ را امضا نموده‌اند:
بروندی، کانادا، چاد، اندونزی، ایتالیا، موریتانی، مراکش، نیجر، پاکستان، فلسطین، صربستان،
سوریه و امریکا.

## کشورهایی که منشور بین‌المللی انرژی را امضا نموده‌اند
بنگلادش، بنین،
بورکینا فاسو، کامبوج، شیلی، چین، کلمبیا، گامبیا، گواتمالا، ایران، عراق، کنیا، مالی، نیجریه، پاناما، کره جنوبی،
رواندا، سنگال، سوازیلند، تانزانیا، اوگاندا، امارات متحده عربی